# Ferréol Babin
Pour les articles homonymes, voir Babin.
Ferréol Babin, né le 15 mars 1987 à Chenôve (Côte-d'Or), est un designer français.

## Biographie
Après des études à l'École nationale supérieure d'art de Dijon (Ensa) en design d'espace, à l'Université d'art de Nagoya au Japon, à l'École supérieure d'art et de design de Reims (ESAD) en design d'objet, Ferréol Babin commence sa carrière en 2014 en résidence au laboratoire de création Fabrica research centre (en) à Trévise, en Italie, où il travaille sur plusieurs projets sous la direction du designer Sam Baron. Il termine sa formation chez le designer autrichien Robert Stadler,, puis installe son atelier à Maisdon-sur-Sèvre, en Loire-Atlantique.
En 2017, 2018 et 2022, il anime des ateliers créatifs au domaine de Boisbuchet à Lessac (Charente).
Il anime également des ateliers de design d'espace à l'École nationale supérieure des beaux-arts de Lyon.

## Œuvre
C'est vers le design d'objet qu'il oriente son œuvre, selon deux axes : le travail de la matière brute, et celui de la lumière,.
Il produit des objets destinés à être édités, tels que des luminaires d'intérieur ou de la vaisselle de table fabriquée par l'entreprise drômoise Revol porcelaine,,, ainsi que des pièces uniques pour des galeries d'art,.

## Collections publiques
- Centre national des arts plastiques (CNAP) : œuvres acquises en 2018[13].

## Expositions
- 2013-2014 : galerie Tator (Lyon), Objet lumière[14].
- 2014 : Fabrica (garage Milano), Milan Design week Off (Italie), Hot&Cold[15].
- 2015 : Biennale internationale du design de Saint-Étienne[16].
- 2016-2017 : galerie Poirel (Nancy), Eigengrau[17].
- 2016-2017 : galerie Tator (Lyon), Panorama[18].
- 2017 : Chamber gallery (New York) (USA), Domestic appeal[19].
- 2017 : Milan Design week (Italie), Good Morning, Everyday Ceremony[20].
- 2017 : Aybar gallery, Miami (USA), Magma collection[21],[22].
- 2018 : Musée du design de Gand (Belgique), Poème brut[23].
- 2021 : Friedman Benda gallery, New York (USA), A new realism[24],[25],[3].
- 2023 : galerie Mira (Nantes), Toucher du bois[26].
- 2024-2025 : Friedman Benda gallery, Los Angeles (USA), Fragments[27].